# William Nicholson
William Nicholson (13 de dezembro de 1753 – 21 de maio de 1815) foi um renomado químico e físico inglês, famoso por inventar o medidor de vazão que leva seu nome e por ter descoberto, trabalhando com o físico inglês Anthony Carlisle, a eletrólise da água.

## Biografia
Nicholson foi educado em Yorkshire e, após concluir o ensino escolar, fez duas viagens como um midshipman a serviço Companhia Britânica das Índias Orientais. Seu primeiro navio era, segundo relatos, chamado de The Boston, enquanto a segunda viagem foi a bordo do The Gatton.
Subsequentemente, havendo se tornado conhecido de Josiah Wedgwood (avô materno de Charles Darwin), em 1775, ele mudou-se para Amsterdam, onde começou a trabalhar por alguns anos como agente de Wedgwood.
Ao retornar para a Inglaterra, foi convencido por Thomas Holcroft a aplicar seu talentos de escritor na composição de literatura leve para periódicos, enquanto auxiliando o próprio Holcroft com algumas de suas peças e alguns romances. Enquanto isso, ele empenhou-se para a preparação de An Introduction to Natural Philosophy, que foi publicado em 1781 e foi bem sucedido. Uma tradução de Elements of the Newtonian Philosophy, de Voltaire, veio em seguida, e ele então se devotou inteiramente para buscas científicas e jornalismo filosófico.
Em 1784, ele foi proposto por Josiah Wedgwood e indicado a secretário para a General Chamber of Manufacturers of Great Britain, e ele também era conectado com a Society for the Encouragement of Naval Architecture, estabelecida em 1791. Ele deu muita atenção gave para a construção de várias máquinas para cortar pentes, fazer limas, impressão a cilindro, entre outros. Ele também inventou um densímetro.
Durante os anos mais tardios de sua vida, a atenção de Nicholson voltou-se diretamente para a engenharia de suprimento de água em Portsmouth, em Gosport e em Hammersmith. William Nicholson morreu em Bloomsbury com 61 anos de idade, em 21 de maio de 1815. 

## Trabalho científico
Em 12 de dezembro de 1783, Nicholson foi eleito para a "Chapter Coffee House Philosophical Society", sob proposição por Jean-Hyacinthe Magellan.
Nicholson comunicou à Royal Society, em 1789, dois artigos sobre assuntos de eletricidade.